# Heliophanus mirabilis
Heliophanus mirabilis är en spindelart som beskrevs av Wesolowska 1986. Heliophanus mirabilis ingår i släktet Heliophanus och familjen hoppspindlar. Inga underarter finns listade i Catalogue of Life.